# People Need Love
People Need Love – pierwszy singel szwedzkiej grupy ABBA wówczas jeszcze występującej pod nazwą Björn & Benny, Agnetha & Anni-Frid. Singel został nagrany w 1973 roku i pochodził z pierwszego albumu Ring Ring.

## O piosence
Piosenka została napisana przez męską część zespołu – Benny’ego Anderssona i Björna Ulvaeusa. W produkcji piosenki pomagał  Michael Tretow oraz Phil Spector, który wprowadził do piosenki swoją innowacyjną technologię – "Ścianę dźwięku."
Chociaż "People Need Love" nie jest współcześnie najbardziej znaną piosenką ABBY to właśnie ona, jako pierwsza, przyczyniła się do jej wielkiej sławy i była fundamentem "Stylu ABBY". Ballada mówi o ludziach, którzy tworzą lepszy świat oraz  o tym, że "Ludzie potrzebują miłości".

## Przyjęcie singla
Podstawowym celem piosenki nie była promocja kwartetu, ponieważ każdy z członków zespołu miał inne zobowiązania i nie miał czasu tworzyć na stałe grupy muzycznej (mieli oni przede wszystkim zaciągnięte kredyty na rozwój własnych, solowych karier). Miała być to płyta Benny’ego i Björna, którzy zaśpiewali razem z Agnethą i Fridą.

### Pozycja na listach przebojów
| Chart (1972)                                                                       | Position |
| ---------------------------------------------------------------------------------- | -------- |
| Tio i Topp                                                                         | 3        |
| Swedish Combined Singles/Albums Chart (Szwedzka składanka przebojów/Lista albumów) | 17       |
| Cashbox Singles Chart – USA (Lista przebojów magazynu Cashbox w USA)               | 114      |
| Record World Singles Chart – USA (Lista światowych rekordów piosenek w USA)        | 117      |